# کابوتگراویر
کابوتگراویر (انگلیسی: Cabotegravir) (با نام تجاری Vocabria) یک داروی ضد ویروسی است که برای درمان HIV/AIDS استفاده می‌شود. این دارو به شکل قرص و به صورت تزریق عضلانی و همچنین در ترکیب تزریقی با ریلپی‌ویرین با نام تجاری Cabenuva موجود است.
این دارو یک بازدارنده اینتگراز با ساختار کاربامویل پیریدون مشابه ساختار دولوتگراویر است.
در دسامبر ۲۰۲۱، سازمان غذا و داروی ایالات متحده کابوتگراویر را برای پیشگیری از مواجهه قبل از مواجهه (PrEP) در افراد در معرض خطر با نام تجاری Apretude تأیید کرد.

## کاربرد پزشکی
کابوتگراویر در ترکیب با ریلپی‌ویرین برای درمان ویروس نقص ایمنی انسانی نوع ۱ (HIV-1) در بزرگسالان نشان داده شده‌است. تزریق ترکیبی برای درمان نگهدارنده بزرگسالانی در نظر گرفته شده‌است که دارای سطوح غیرقابل تشخیص HIV در خون (بار ویروسی کمتر از ۵۰ کپی در میلی‌لیتر) با درمان فعلی ضد رتروویروسی خود هستند، و زمانی که ویروس در برابر مهارکننده‌های ترانس کریپتاز معکوس غیر نوکلئوزیدی مقاومت ایجاد نکرده‌است. NNRTI) و مهارکننده‌های انتقال رشته اینتگراز. این قرص‌ها برای بررسی اینکه آیا فرد قبل از شروع درمان تزریقی، درمان را تحمل می‌کند یا خیر استفاده می‌شود.
این دو دارو اولین داروهای ضد رتروویروسی هستند که در فرمولاسیون تزریقی طولانی اثر وجود دارند.
کابوتگراویر (Apretude) برای استفاده در افراد در معرض خطر با وزن دست کم ۳۵ کیلوگرم (۷۷ پوند) به منظور پیشگیری پیش از مواجهه (PrEP) برای کاهش خطر ابتلا به HIV از طریق جنسی نشان داده شده‌است.

## موارد منع مصرف و تداخلات
کابوتگراویر نباید با داروهای ریفامپیسین، ریفاپنتین، کاربامازپین، اکس‌کاربازپین، فنی‌توئین یا فنوباربیتال که آنزیم UGT1A1 را القا می‌کنند، ترکیب شود. این داروها به‌طور قابل توجهی غلظت کابوتگراویر را در بدن کاهش می‌دهند و در نتیجه ممکن است اثربخشی آن را کاهش دهند. افزون بر این، آنزیم CYP3A4 را القا می‌کنند که منجر به کاهش غلظت ریلپی‌ویرین در بدن می‌شود. افزون بر این، بیمارانی که شیر می‌دهند یا قصد شیردهی دارند، نباید از کابوتگراویر استفاده کنند، زیرا مشخص نیست که آیا از شیر مادر عبور می‌کند یا خیر.

## فارماکولوژی

### مکانیسم عمل
کابوتگراویر یک مهارکننده انتقال رشته اینتگراز است. این بدان معنی است که آنزیم انتگراز HIV را مسدود می‌کند و در نتیجه از ادغام ژنوم آن در DNA سلول‌های انسانی جلوگیری می‌کند. از آنجایی که این یک گام ضروری برای تکثیر ویروس است، گسترش بیشتر آن با مشکل روبه‌رو می‌شود.

### فارماکوکینتیک
هتگامی که کابوتگراویر از راه خوراکی مصرف شود، پس از سه ساعت به بالاترین سطح پلاسمای خون می‌رسد. مصرف دارو همراه با غذا غلظت آن را در خون کمی افزایش می‌دهد، اما این موضوع از نظر بالینی مرتبط نیست. پس از تزریق به عضله، کابوتگراویر به آرامی جذب جریان خون می‌شود و پس از حدود هفت روز به بالاترین سطح پلاسمایی خون می‌رسد.
بیش از ۹۹ درصد از این ماده به پروتئین‌های پلاسما متصل است. این دارو در بدن با گلوکورونیداسیون، عمدتاً توسط آنزیم UGT1A1 و به میزان بسیار کمتری توسط UGT1A9 غیرفعال می‌شود. با این حال، بیش از ۹۰ درصد از ماده در گردش، کابوتگراویر بدون تغییر است. نیمه عمر بیولوژیکی برای قرص‌ها ۴۱ ساعت و برای تزریق ۵٫۶ تا ۱۱٫۵ هفته است.
دفع تنها برای مصرف خوراکی مورد مطالعه قرار گرفته‌است: بیشتر دارو از طریق مدفوع به شکل تغییر نیافته (۴۷٪) دفع می‌شود. معلوم نیست چه مقدار از این مقدار از صفرا می‌آید و چه مقدار در وهله اول جذب نشده‌است. (صفرا در واقع حاوی گلوکورونید است، اما این می‌تواند دوباره در مجرای روده شکسته شود تا به ماده اصلی که در مدفوع دیده می‌شود.

### فارماکوژنومیک
متابولیسم‌های ضعیف UGT1A1 ۱٫۰۳ تا ۱٫۵ برابر افزایش غلظت کابوتگراویر در بدن دارند. این از نظر بالینی قابل توجه در نظر گرفته نمی‌شود.